# Grov baronmossa
Grov baronmossa (Anomodon viticulosus) är en bladmossart som beskrevs av W. J. Hooker och Thomas Taylor 1818. Grov baronmossa ingår i släktet baronmossor, och familjen Thuidiaceae. Arten är reproducerande i Sverige. Inga underarter finns listade i Catalogue of Life.

## Bildgalleri

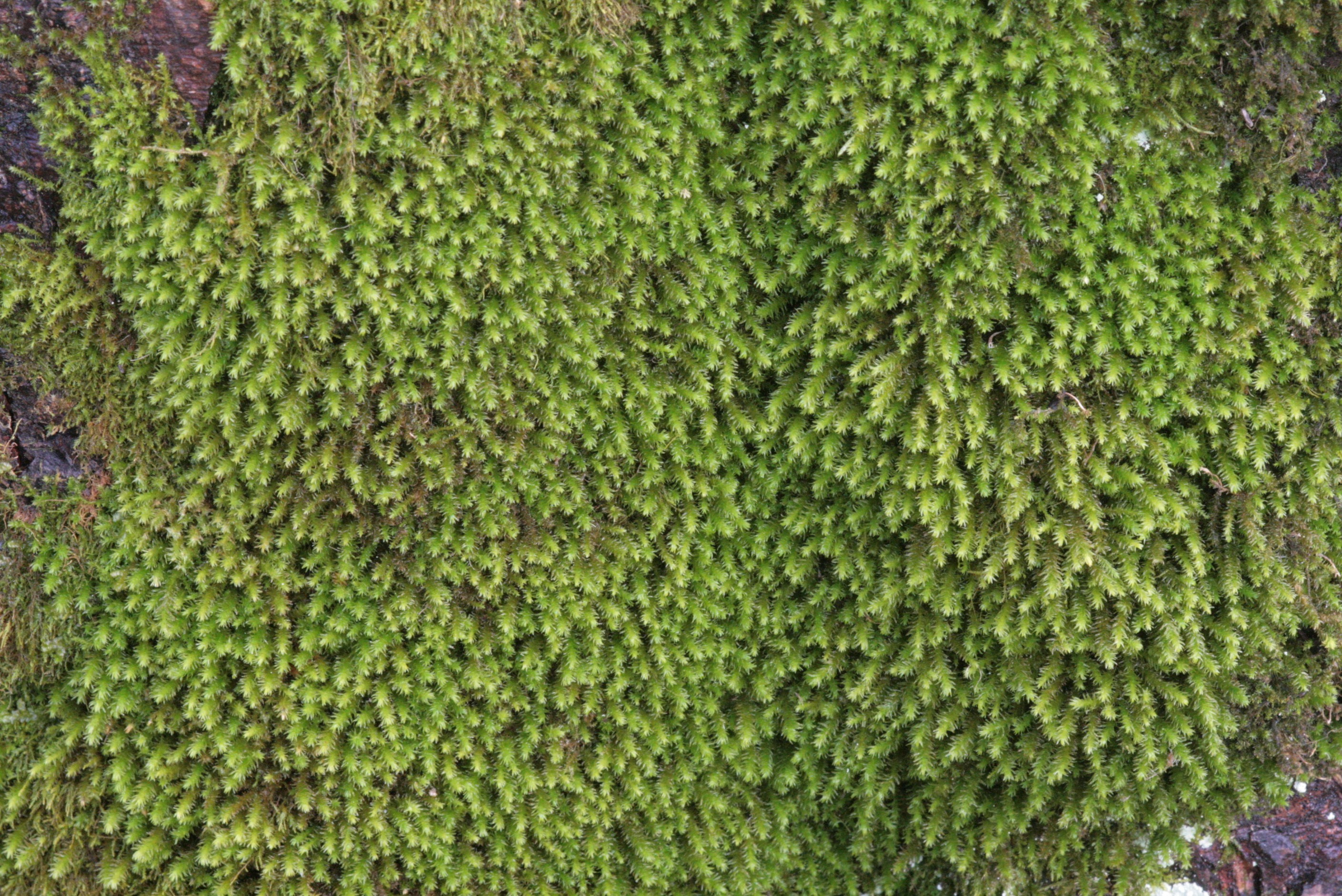
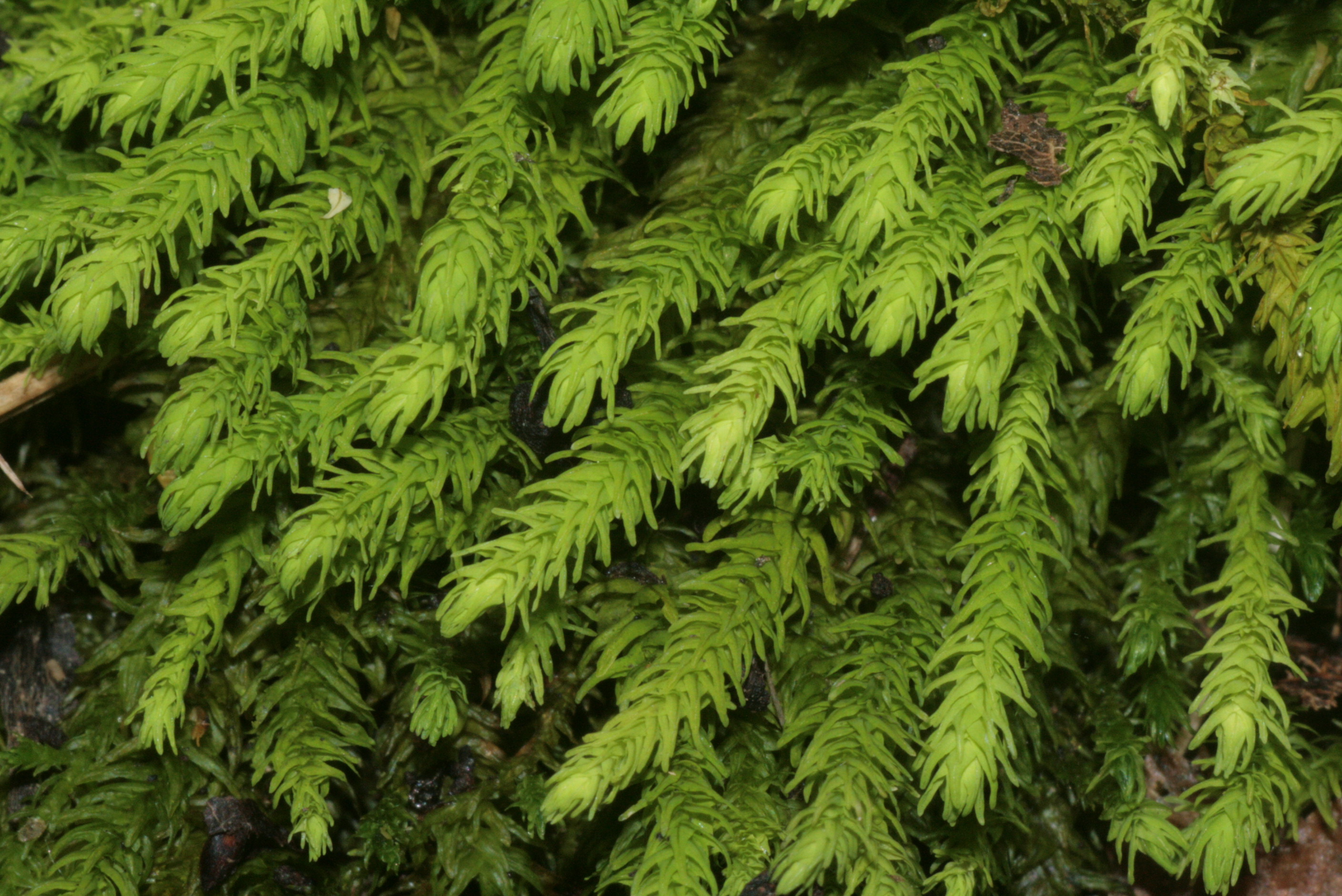
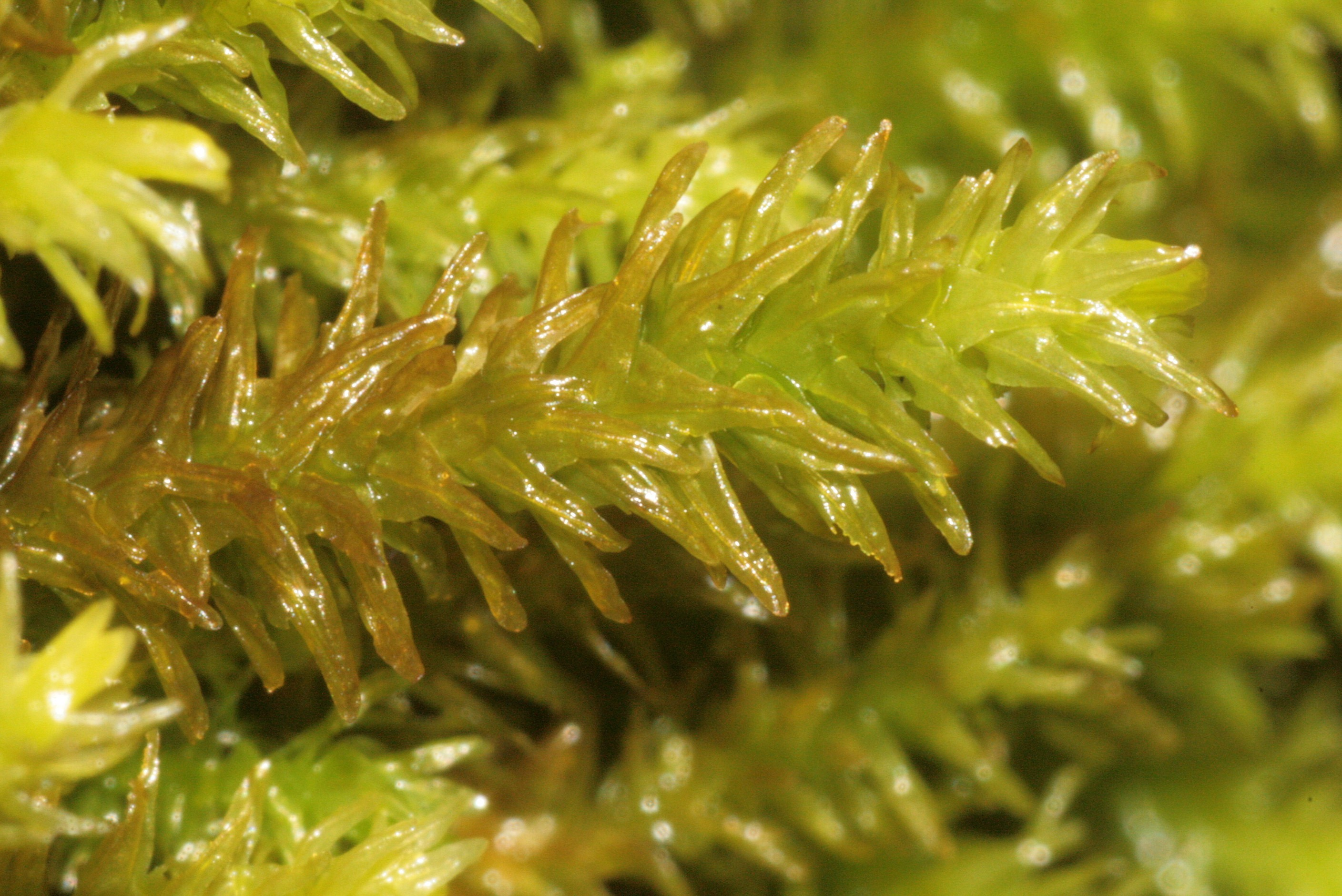
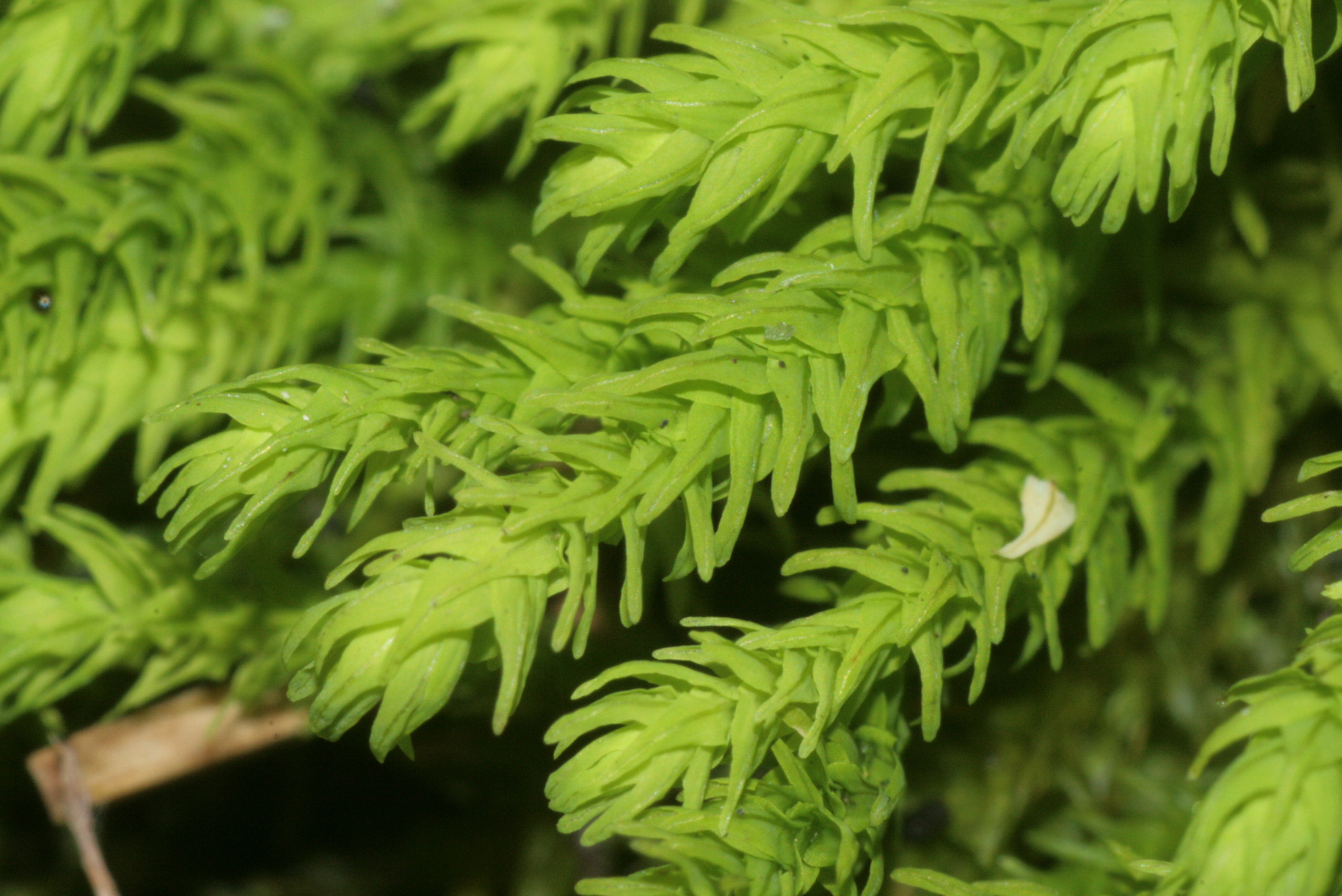
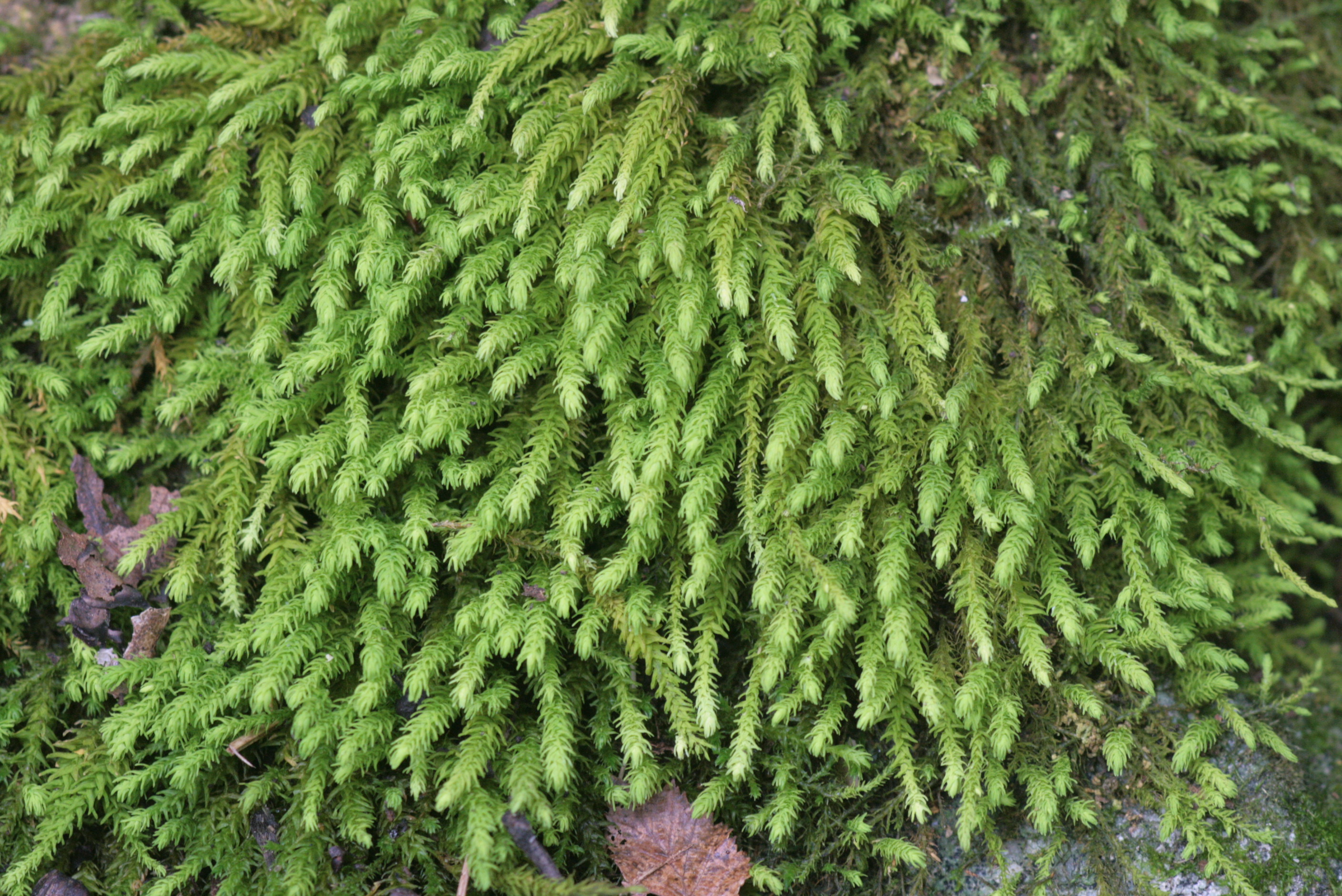
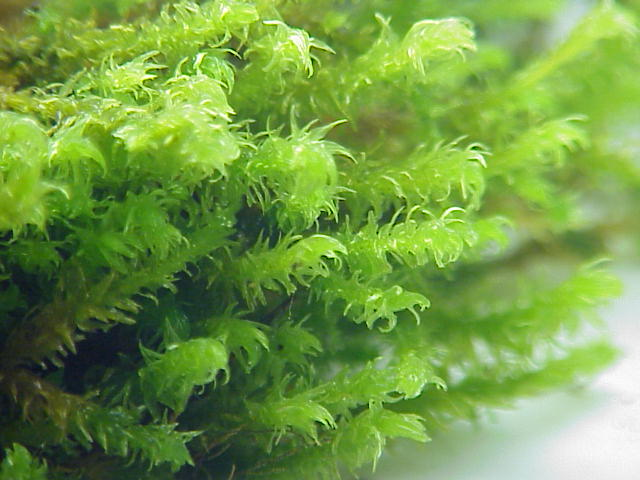